# Хебей
Хебей (кит.: 河北; піньінь Hébĕi, у перекладі — на північ від річки) — провінція на сході Китаю. Столиця і найбільше місто — Шицзячжуан. Населення — 68,09 млн (6-е місце серед провінцій; дані 2004 р.).

## Національний склад
| Національності в провінції Хебей, дані 2000 року | Національності в провінції Хебей, дані 2000 року | Національності в провінції Хебей, дані 2000 року |
| Національність                                   | Численність                                      | Відсоток                                         |
| ------------------------------------------------ | ------------------------------------------------ | ------------------------------------------------ |
| китайці                                          | 63,781,603                                       | 95.65 %                                          |
| маньчжури                                        | 2,118,711                                        | 3.18 %                                           |
| хуей                                             | 542,639                                          | 0.18 %                                           |
| монголи                                          | 169,887                                          | 0.26 %                                           |
| чжуани                                           | 20,832                                           | 0.031 %                                          |

## Географія
Площа провінції — 187 700 км² (12-е місце). Провінція Хебей повністю оточує території міст центрального підпорядкування Пекін та Тяньцзінь (цікаво, що межі цих адміністративно-територіальних утворень також збігаються, але не повністю — в одному місці між ними знаходиться провінція Хебей).
Найбільші міста:
- Шицзячжуан
- Баодін
- Таншань
- Ціньхуандао
- Ханьдань
- Ченде
- Чжанцзякоу

## Адміністративно-територіальний поділ
Провінція Хебей поділяється на 11 міських округів:
| Карта | №           | Українська назва | Китайська назва  | Піньїнь |
| ----- | ----------- | ---------------- | ---------------- | ------- |
|       |             |                  |                  |         |
| 1     | Шицзячжуан  | 石家莊市         | Shíjiāzhuāng Shì |         |
| 2     | Баодін      | 保定市           | Bǎodìng Shì      |         |
| 3     | Цанчжоу     | 滄州市           | Cāngzhōu Shì     |         |
| 4     | Ченде       | 承德市           | Chéngdé Shì      |         |
| 5     | Ханьдань    | 邯鄲市           | Hándān Shì       |         |
| 6     | Хеншуй      | 衡水市           | Héngshǔi Shì     |         |
| 7     | Ланфан      | 廊坊市           | Lángfāng Shì     |         |
| 8     | Ціньхуандао | 秦皇島市         | Qínhuángdǎo Shì  |         |
| 9     | Таншань     | 唐山市           | Tángshān Shì     |         |
| 10    | Сінтай      | 邢台市           | Xíngtái Shì      |         |
| 11    | Чжанцзякоу  | 張家口市         | Zhāngjiākǒu Shì  |         |

Вони поділяються на 172 одиниці повітового рівня (22 міста повітового рівня, 108 повітів, 6 автономних повітів та 36 районів), які в свою чергу поділяються на 2207 одиниць волосного рівня (1 район повітового підпорядкування, 937 селищ, 979 волостей, 55 національних волостей і 235 вуличних комітетів).

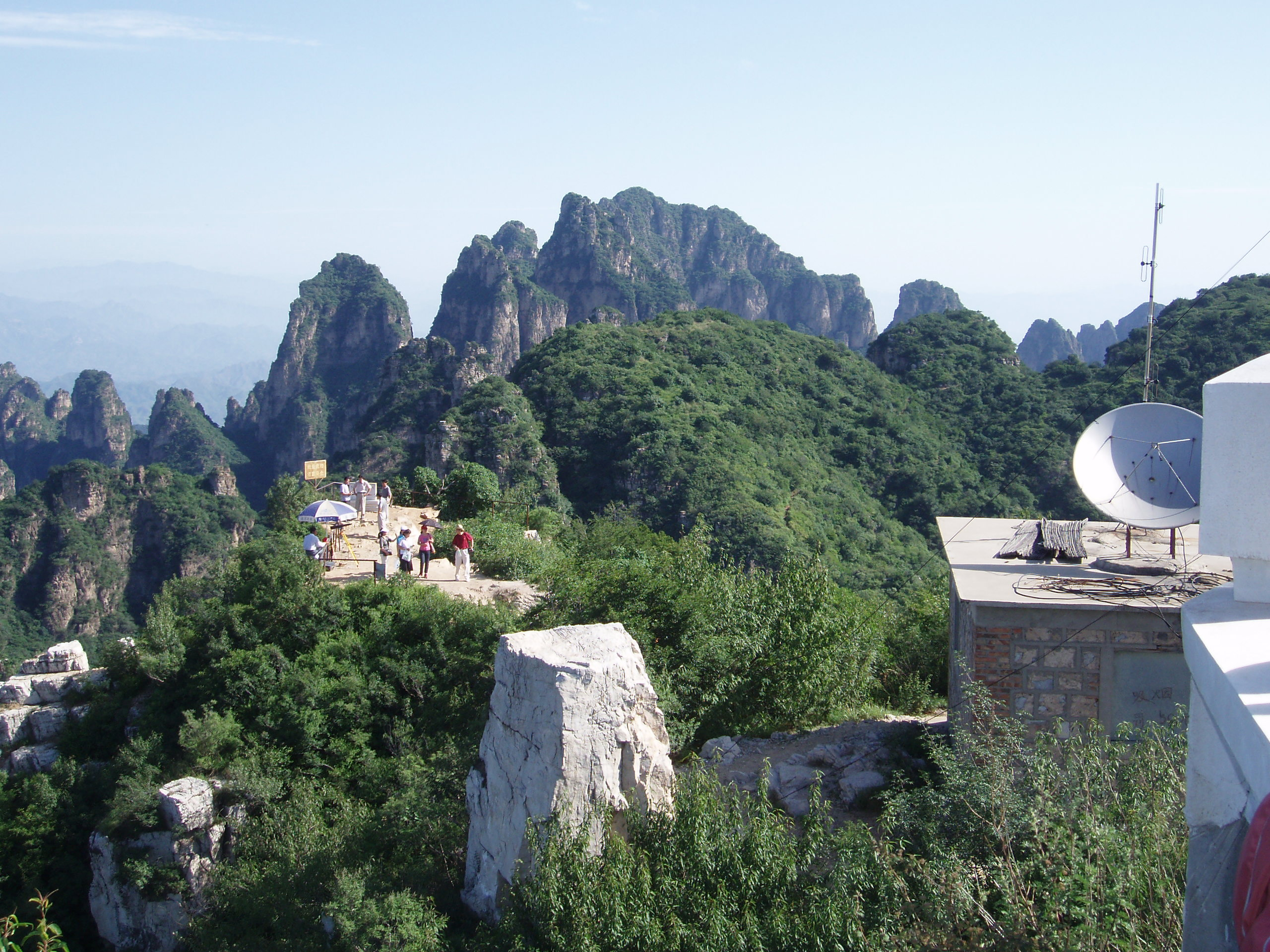
Гора Ланья.

## Історія
- Провінція Бін

## Культура
У місті Таншань народився композитор Лю Веньцзінь.